# 2011年4月宫城地震
2011年4月宫城地震是日本宫城縣东部海域於7日深夜发生的一場Mw7.1（或Mj7.4）的地震，震中位在仙台市以東约66公里（41英里），本次地震亦是屬於2011年日本东北地方太平洋近海地震的一次余震。地震发生后日本氣象廳對東北地方太平洋沿岸发布了海啸警報，並在90分鐘之後解除。
地震造成4人死亡、至少141人受傷，發電廠的暫停導致全日本約300萬戶停電，但在數天之內恢復正常。

## 地震
日本气象厅最初测得本次地震为日本气象厅地震规模7.4级，震源深度为40公里，後來調降為7.1级，震源深度66公里（41英里）。跟主震一樣，屬於大型逆衝區地震，因為太平洋板塊和北美洲板塊交界處發生聚合而引發這場地震。自2011年3月11日起，日本至少發生60餘起規模達6.0或以上的餘震，而直到2011年4月7日，包含這次只有兩起規模7.0或以上的餘震發生。

## 各地震度
以下是日本氣象廳觀測到震度5弱以上的地區：
| 震度 | 都道府縣 | 市区町村 |
| ---- | -------- | --- |
| 6強  | 宮城縣   | 仙台市宮城野区 栗原市 |
| 6弱  | 岩手縣   | 奥州市 平泉町 一關市 矢巾町 釜石市 大船渡市                                                                                          |
| 6弱  | 宮城縣   | 女川町 大衡村 利府町 松島町 東松島市 塩竈市 石卷市 仙台市若林区 仙台市青葉区 川崎町 藏王町 岩沼市 名取市 大崎市 美里町 登米市 涌谷町 |
| 5強  | 青森縣   | 八戶市 |
| 5強  | 岩手縣   | 金崎町 遠野市 北上市 花卷市 八幡平市 瀧澤村 盛岡市 住田町                                                                            |
| 5強  | 宮城縣   | 富谷町 大和町 七濱町 山元町 亘理町 柴田町 大河原町 南三陸町 色麻町 加美町 氣仙沼市                                                   |
| 5強  | 秋田縣   | 大仙市 横手市 秋田市 |
| 5強  | 福島縣   | 南相馬市 飯館村 新地町 相馬市 伊達市 田村市 國見町 桑折町                                                                            |
| 5弱  | 青森縣   | 奧入瀨町 階上町 南部町 五戶町 |
| 5弱  | 岩手縣   | 紫波町 普代村 久慈市 宮古市 |
| 5弱  | 宮城縣   | 仙台市太白区 丸森町 村田町 角田市 白石市                                                                                             |
| 5弱  | 秋田縣   | 仙北市 湯澤市 五城目町 |
| 5弱  | 山形縣   | 大石田町 尾花澤市 河北町 中山町 東根市 村山市 大藏村 舟形町 最上町                                                                   |
| 5弱  | 福島縣   | 双葉町 楢葉町 本宮市 玉川村 天榮村 川俣町 二本松市 郡山市 福島市                                                                     |

由於規模較大，距離震央約333公里（207英里）的東京也观测到震度3。

## 主要災情
女川核電廠有三分之二的緊急冷卻系統故障，含有放射性的水溢出，裸露出3個用過核燃料池，但廠外輻射數據並無太大變動。福島第一核電廠雖無更大的損害傳出，但以安全為考量的情況下暫時撤出員工。
有4人死於這場地震，包括山形縣一名因醫療呼吸系統斷電而身亡的老婦人。另外至少有141人被割傷、瘀傷或骨折。少數的民宅與道路出現損害情形。